# Чітем (округ, Теннессі)
Шаблон:StateAbbr_ 36°16′ пн. ш. 87°05′ зх. д. / 36.27° пн. ш. 87.08° зх. д.
Округ  Чітем (англ. Cheatham County) — округ (графство) у штаті  Теннессі, США. Ідентифікатор округу 47021.

## Історія
Округ утворений 1856 року.

## Демографія
За даними перепису 2000 року загальне населення округу становило 35912 осіб, зокрема міського населення було 2529, а сільського — 33383. Серед мешканців округу чоловіків було 17981, а жінок — 17931. В окрузі було 12878 домогосподарств, 10162 родин, які мешкали в 13508 будинках. Середній розмір родини становив 3,08.
Віковий розподіл населення поданий у таблиці:
| Стать    | До 15 років | 15-21 | 22-29 | 30-39 | 40-49 | 50-65 | 65-85 | Понад 85 |
| -------- | ----------- | ----- | ----- | ----- | ----- | ----- | ----- | -------- |
| Чоловіки | 4332        | 1626  | 1703  | 3175  | 3028  | 2790  | 1239  | 88       |
| Жінки    | 3915        | 1578  | 1719  | 3267  | 3021  | 2673  | 1493  | 265      |

## Суміжні округи
- Робертсон — північний схід
- Девідсон — схід
- Вільямсон — південь
- Діксон — захід
- Монтгомері — північний захід

## Виноски
1. ↑  U.S. Decennial Census. United States Census Bureau. Архів оригіналу за 26 квітня 2015. Процитовано 2 квітня 2015.
2. ↑  Historical Census Browser. University of Virginia Library. Архів оригіналу за 11 серпня 2012. Процитовано 2 квітня 2015.
3. ↑  Forstall, Richard L., ред. (27 березня 1995). Population of Counties by Decennial Census: 1900 to 1990. United States Census Bureau. Архів оригіналу за 21 лютого 2015. Процитовано 2 квітня 2015.
4. ↑  Census 2000 PHC-T-4. Ranking Tables for Counties: 1990 and 2000 (PDF). United States Census Bureau. 2 квітня 2001. Архів оригіналу (PDF) за 18 грудня 2014. Процитовано 2 квітня 2015.
5. ↑  State & County QuickFacts. United States Census Bureau. Архів оригіналу за 8 липня 2011. Процитовано 29 листопада 2013. [Архівовано 2011-06-07 у Wayback Machine.](англ.) Наведено за англійською вікіпедією.
6. ↑  American FactFinder. Бюро перепису населення США. Архів оригіналу за 26 лютого 2012. Процитовано 31 січня 2008. [Архівовано 2008-05-21 у Wayback Machine.]

| США | Це незавершена стаття з географії США. Ви можете допомогти проєкту, виправивши або дописавши її. |